# Brasil-Jamaica em futebol
Histórico dos resultados dos confrontos de futebol entre Brasil e Jamaica:

## Masculino

### Seleção principal
| № | Data                    | Local                                          | Jogo             | Resultado | Competição                    |
| - | ----------------------- | ---------------------------------------------- | ---------------- | --------- | ----------------------------- |
| 1 | 3 de fevereiro de 1998  | Estádio Orange Bowl, Miami (Estados Unidos)    | Brasil – Jamaica | 0 – 0     | Copa Ouro da CONCACAF de 1998 |
| 2 | 15 de fevereiro de 1998 | Estádio Coliseum, Los Angeles (Estados Unidos) | Brasil – Jamaica | 1 – 0     | Copa Ouro da CONCACAF de 1998 |
| 3 | 12 de outubro de 2003   | Estádio Walkers, Leicester (Inglaterra)        | Brasil – Jamaica | 1 – 0     | Partida amistosa              |

#### Estatísticas
Última partida: 12 de outubro de 2003
| Competição            | Jogos | Vitórias do Brasil | Empates | Vitórias da Jamaica | Gols do Brasil | Gols da Jamaica |
| --------------------- | ----- | ------------------ | ------- | ------------------- | -------------- | --------------- |
| Copa Ouro da CONCACAF | 2     | 1                  | 1       | 0                   | 1              | 0               |
| Partida amistosa      | 1     | 1                  | 0       | 0                   | 1              | 0               |
| Total                 | 3     | 2                  | 1       | 0                   | 2              | 0               |

## Feminino

### Seleção principal
| № | Data               | Local                                      | Jogo             | Resultado | Competição                     |
| - | ------------------ | ------------------------------------------ | ---------------- | --------- | ------------------------------ |
| 1 | 9 de junho de 2019 | Estádio Stade des Alpes, Grenoble (França) | Brasil – Jamaica | 3 – 0     | Copa do Mundo Feminina de 2019 |